# Imad Edin Cheruk
Imad Edin Cheruk –en árabe, عماد الدين شروق– (nacido el 31 de marzo de 1997) es un deportista argelino que compite en judo. Ganó una medalla de bronce en los Juegos Panafricanos de 2019 en la categoría de –81 kg.

## Palmarés internacional
| Juegos Panafricanos | Juegos Panafricanos | Juegos Panafricanos | Juegos Panafricanos |
| Año                 | Lugar               | Medalla             | Categoría           |
| ------------------- | ------------------- | ------------------- | ------------------- |
| 2019                | Rabat (Marruecos)   | Medalla de bronce   | –81 kg              |